# Rhamphina longirstris
Rhamphina longirstris là một loài ruồi trong họ Tachinidae.